# All Up 2 You
«All Up 2 You» es el segundo sencillo del noveno álbum The Last del grupo de bachata Aventura.
La canción cuenta con la participación de Wisin & Yandel y Akon. El 23 de abril la canción fue cantada en los Latin Billboard Music Awards del 2009. Romeo utiliza el efecto de Auto-Tune en su voz. Se hizo un merengue remix para la canción. Además la canción fue incluida en el álbum de Wisin & Yandel "La revolución". La canción fue nominada para "Canción urbana del año" en Premio Lo Nuestro 2010, aunque "El amor" de Tito el Bambino es quien gana el premio. También fue nominada a "Video Colaboración del Año" pero "Aquí estoy yo" de Luis Fonsi fue ganador. En 2011, Aventura lanzó un álbum de grandes éxitos exclusivamente para España en el que se incluyó una versión remix de la canción en el mismo género como una canción de bono. Esta versión no incluía Akon y pasó y lo nombraron "Vete".

## Video musical
El video musical fue filmado en mayo de 2009 en el Mondrian Hotel en Miami Beach, Florida y fue dirigido por Jessy Terrero. El video musical se inicia cuando Romeo llama Lenny, Henry y Max de Aventura quienes se encuentran junto a Wisin & Yandel para hablar de un misterioso paquete, más tarde se muestra a los artistas cantando en una habitación blanca y afuera en un jardín, a través del video muestra diferentes paisajes del hotel donde cantan a lo largo de la canción. Fue estrenado el 5 de junio de 2009.